# Colonia Palma
Colonia Palma – miasto w Urugwaju, w departamencie Artigas.